# Little Scarcies
Il Little Scarcies (anche conosciuto come Kaba) è un fiume dell'Africa occidentale, tributario dell'oceano Atlantico.
Il fiume nasce in territorio guineano dal massiccio montuoso del Fouta Djalon, scorre poi con direzione mediamente sudoccidentale attraversando il territorio della Sierra Leone sfociando successivamente nell'oceano Atlantico. Il suo maggiore tributario è il fiume Mongo.
Il fiume ha carattere montano (ripido e tumultuoso) nell'alto corso, mentre nel basso corso si allarga e assume le caratteristiche di fiume di pianura, attraversando ampie zone paludose e coperte di mangrovie.